# Sainte-Marie (Cantal)
Sainte-Marie é uma comuna francesa na região administrativa de Auvérnia-Ródano-Alpes, no departamento de Cantal. Estende-se por uma área de 17,86 km². Em 2010 a comuna tinha 108 habitantes (densidade: 6 hab./km²).